# 1540-talet

## Händelser
- 1541 – Gustav Vasas bibel utges i sin helhet.
- 1542–1543 – Dackefejden.
- 13 januari 1544 – Västerås arvförening, arvkungadöme införs i Sverige.
- 15 april 1545, 5 april och 18 maj 1546 – Linköping drabbas av stadsbrand.

## Födda
- 1548 - Giordano Bruno, italiensk filosof.

## Avlidna
- 1541 - Paracelsus, schweizisk läkare.
- 1543 - Nicolaus Copernicus, polsk astronom.